# Tabatha Coffey
Tabatha Coffey (Surfers Paradise, 17 mei 1969) is een Australische televisiepresentatrice.

## Carrière
Ze was ooit een kandidaat in het televisieprogramma Shear Genius, waar ze het volhield tot aflevering 6. Ze behaalde de Fan Favourite-trofee, die haar 10.000 dollar opleverde.
In 2008 begon ze met de presentatie van de Amerikaanse realityserie Tabatha Takes Over (toen nog Tabatha's Salon Takeover geheten). In het programma probeert ze kapperszaken te verbeteren en zo nodig uit de schulden te helpen.